# Campeonato Mundial de Ciclismo em Pista de 1975
O LXXII Campeonato Mundial de Ciclismo em Pista celebrou-se na Rocourt (Bélgica) entre 20 e 25 de agosto de 1975 baixo a organização da União Ciclista Internacional (UCI) e a Federação Belga de Ciclismo.
As competições realizaram-se no Estádio Velódromo de Rocourt. Ao todo disputaram-se 11 provas, 10 masculinas (3 profissionais e 6 amador) e 2 femininas.

## Medalhistas

### Masculino profissional
| Evento                 | Ouro                               | Prata                      | Bronze                           |
| ---------------------- | ---------------------------------- | -------------------------- | -------------------------------- |
| Velocidade individual  | John Nicholson · Austrália         | Peder Pedersen · Dinamarca | Ryoji Abe · Japão                |
| Perseguição individual | Roy Schuiten · Países Baixos       | Knut Knudsen · Noruega     | Dirk Baert · Bélgica             |
| Médio fundo            | Dieter Kemper · Alemanha Ocidental | Cees Stam · Países Baixos  | Jean Breuer · Alemanha Ocidental |

### Masculinoamador
| Evento                  | Ouro                                                                              | Prata                                                                                 | Bronze                                                                                        |
| ----------------------- | --------------------------------------------------------------------------------- | ------------------------------------------------------------------------------------- | --------------------------------------------------------------------------------------------- |
| Velocidade individual   | Daniel Morelon · França                                                           | Giorgio Rossi · Itália                                                                | Emanuel Raasch · Alemanha Oriental                                                            |
| Perseguição individual  | Thomas Huschke · Alemanha Oriental                                                | Vladimir Osokin · União Soviética                                                     | Orfeo Pizzoferrato · Itália                                                                   |
| Perseguição por equipas | Alemanha Ocidental · Günther Schumacher · Peter Vonhof · Hans Lutz · Gregor Braun | União Soviética · Vladimir Osokin · Vitali Petrakov · Viktor Sokolov · Alexandr Perov | Alemanha Oriental · Norbert Dürpisch · Thomas Huschke · Uwe Unterwalder · Klaus-Jürgen Grünke |
| 1 km contrarrelógio     | Klaus-Jürgen Grünke · Alemanha Oriental                                           | Eduard Rapp · União Soviética                                                         | Janusz Kierzkowski · Polónia                                                                  |
| Médio fundo             | Gabriël Minneboo · Países Baixos                                                  | Miquel Espinós Espanha                                                                | Jean Pinsello · França                                                                        |
| Tándem                  | Polónia · Benedykt Kocot · Janusz Kotliński                                       | Tchecoslováquia · Vladimír Vaičkář · Miroslav Vymazal                                 | União Soviética · Anatoli Yablunovski · Serguei Komelkov                                      |

### Feminino
| Evento                 | Ouro                                     | Prata                            | Bronze                        |
| ---------------------- | ---------------------------------------- | -------------------------------- | ----------------------------- |
| Velocidade individual  | Sue Novara · Estados Unidos              | Iva Zajíčková · Tchecoslováquia  | Sheila Young · Estados Unidos |
| Perseguição individual | Cornelia van Oosten-Hage · Países Baixos | Mary Jane Reoch · Estados Unidos | Denise Burton · Reino Unido   |

## Medalheiro
| #  | País               | Medalha de ouro | Medalha de prata | Medalha de bronze | Total |
| -- | ------------------ | --------------- | ---------------- | ----------------- | ----- |
| 1  | Países Baixos      | 3               | 1                | 0                 | 4     |
| 2  | Alemanha Oriental  | 2               | 0                | 2                 | 4     |
| 3  | Alemanha Ocidental | 2               | 0                | 1                 | 3     |
| 4  | Estados Unidos     | 1               | 1                | 1                 | 3     |
| 5  | França             | 1               | 0                | 1                 | 2     |
| 5  | Polónia            | 1               | 0                | 1                 | 2     |
| 7  | Austrália          | 1               | 0                | 0                 | 1     |
| 8  | União Soviética    | 0               | 3                | 1                 | 4     |
| 9  | Tchecoslováquia    | 0               | 2                | 0                 | 2     |
| 10 | Itália             | 0               | 1                | 1                 | 2     |
| 11 | Dinamarca          | 0               | 1                | 0                 | 1     |
| 11 | Espanha            | 0               | 1                | 0                 | 1     |
| 11 | Noruega            | 0               | 1                | 0                 | 1     |
| 14 | Bélgica            | 0               | 0                | 1                 | 1     |
| 14 | Japão              | 0               | 0                | 1                 | 1     |
| 14 | Reino Unido        | 0               | 0                | 1                 | 1     |
|    | TOTAL              | 11              | 11               | 11                | 33    |